# 原邑
原邑，又称原、原城，是中国夏朝和周朝时期地处中原的一个城池，在今河南省济源市西北。
公元前1859年，夏朝的第六任君主少康迁都于原；公元前1852年，夏朝的第七任君主姒杼在为少康守孝两年后，在原继位，五年后的公元前1848年，从原迁都于老丘。
公元前1046年，周朝建立时，周武王姬发始封十六弟姬叔为原国国君，此后，原国持续存在四百年。“子带之乱”后，公元前635年，晋文公接收原邑，成为晋国属地。